# Rogue Agent
Pour plus de détails, voir Fiche technique et Distribution.
Rogue Agent est un thriller dramatique biographique britannique de 2022 réalisé par Adam Patterson et Declan Lawn dans leur premier long métrage, à partir d'un scénario que le couple a co-écrit avec Michael Bronner sur la base de l'article non publié Chasing Agent Freegard de Michael. Bronner. James Norton incarne Robert Hendy-Freegard, un escroc qui a trompé et convaincu plusieurs personnes qu'il était un agent du MI5. Le casting se compose de Gemma Arterton, qui incarne la personne qui l'a fait tomber, Shazad Latif, Marisa Abela, Edwina Findley et Julian Barratt.
Le film est sorti au Royaume-Uni le 27 juillet 2022 sur Netflix.

## Synopsis
Le film est basé sur Robert Hendy-Freegard, qui s'est fait passer pour un agent du MI5, trompant plusieurs personnes pour qu'elles lui donnent toutes leurs économies et qui les incitent à entrer dans la clandestinité par crainte d'être assassinées par l'IRA.

## Distribution
- James Norton : Robert Hendy-Freegard
- Gemma Arterton : Alice Archer
- Marisa Abela : Sophie Jones
- Sarah Goldberg : Jenny Jackson
- Shazad Latif : Sonny Chandra
- Jimmy Akingbola : Andrew
- Freya Mavor : Mae Hansen
- Edwina Findley : agent spécial Sandy Harland
- Julian Barratt: Phil

## Production
Le 22 janvier 2019, il a été annoncé que James Norton jouerait dans Chasing Agent Freegard, l'un des trois films produits entre Great Point Media et The Development Partnership, Norton produisant par l'intermédiaire de sa propre société de production Rabbit Track Pictures. En juin 2020, Adam Patterson et Declan Lawn ont été chargés de coréaliser le long métrage à partir d'un scénario de Michael Bronner,. En mai 2021, il a été rapporté que Night Train Media financerait également le film, alors rebaptisé Freegard, et que Gemma Arterton, Shazad Latif, Marisa Abela, Edwina Findley et Julian Barratt avaient rejoint le casting,. Le tournage a débuté à Londres le 31 mai 2021. Le tournage a eu lieu au château de Douvres et au phare de Douvres. En juillet, Sarah Goldberg, Jimmy Akingbola, Freya Mavor, Rob Malone, Philip Wright, Michael Fenton Stevens et Charlotte Avery ont été ajoutés au casting,.
Selon Variety Insight, le budget du film est inférieur à 10 millions de dollars. Le film a ensuite été rebaptisé Rogue Agent.

## Exploitation
Au Royaume-Uni, le film est sorti le 27 juillet 2022 sur Netflix. Aux États-Unis, le film est sorti en salles par IFC Films et en streaming sur AMC+ le 12 août 2022,.

## Accueil
Sur le site agrégateur de critiques Rotten Tomatoes, le film a reçu une note d'approbation de 73 %, sur la base de 40 critiques, avec une note moyenne de 6,5/10. Le consensus du site Web se lit comme suit : "Même s'il n'est pas aussi engageant que l'histoire réelle qui l'a inspiré, Rogue Agent reste un thriller à suspense bien joué et attrayant et tortueux."  Sur Metacritic, le film a reçu une note de 61 sur 100, basée sur 11 critiques, indiquant « des critiques généralement favorables ».